# Balzania platensis
Balzania platensis är en svampart som beskrevs av Speg. 1898. Balzania platensis ingår i släktet Balzania och familjen Thyridiaceae.   Inga underarter finns listade i Catalogue of Life.